# مراد آغا
مراد آغا  ولد في راقوسيا من البلاد الإيطالية، وأسره القراصنة، وباعوه في سوق النخاسة، وآل أمره إلى قصر السلطان سليم، وأجريت له عملية إخصاء، ليباشر خدمة النساء في القصور الملكية.
ثم أصبح واليًا على طرابلس وعزل من منصبه سنة 960 هـ فلزم تاجوراء.

## مسجد مراد آغا
بعد عزله من منصبه استقر مراد آغا بمنطقة تاجوراء وهي أحد ضواحي طرابلس من الجهة الشرقية وبنى بها مسجداً كبير سمي بجامع مراد أغا  بين سنتي 960 هـ - 967 هـ .
ونقل له أعمدة الرخام من مدينة لبدة ، المدينة الأثرية المشهورة ، وهو من أكبر الجوامع الموجودة في القطر الطرابلسي وقد أقامه على 48 سارية ، وأقام على هذه السواري أقواساً بديعة الصنع على شكل نعال الفرس ، وأقام على هذه الأقواس القباب وهو مستطيل الشكل ، ويبلغ طوله حوالي 42،2  متراً  إثنين وأربعين متراً ونصف ، وعرضه نحو 35،25 متراً ، خمسة وثلاثين متراً وربع .